# Зніт пагорбковий
Зніт пагорбковий (Epilobium collinum C.C.Gmel.) — вид трав'янистих рослин родини онагрові (Onagraceae), поширений у сухуватих місцевостях Східної, Центральної, Південної й, зрідка, Північної Європи. Етимологія: лат. collinum — «пагорбковий».

## Морфологічна характеристика
Це багаторічні трав'янисті рослини 10–40(50) см заввишки. Основи рослин з безліччю дрібних, товсто-лускатих зимівних бруньок. Часто з багатьма стеблами. Стебла від нерозгалужених до, частіше, розгалужених від основи, як правило, червонуваті, з арковими волосками по всій довжині, густо вкриті листям, верхівки пониклі при цвітінні. Листки 1–2 см завдовжки, 0.5–15 мм завширшки, сіро-зелені, товстуваті, нижні й середні — супротивні, яйцевиді, з серцеподібними або більш менш клиноподібними основами, з округлими кінчиками, на черешках 3–4 мм довжини, верхні — чергові, еліптично-ланцетні, на коротких черешках. Суцвіття — зазвичай розгалужені китиці. Квіти: віночок звичайний, світло-фіалковий чи рожево-червоний, 6–9 мм шириною; пелюсток 4, завдовжки 4–6 мм, із зубчастими кінцями; чашолистків 4; тичинок 8. Плід — трубчаста, 4-клапанна, повстяна, густо вкрита волосками коробочка, 4–6 см довжиною. Насіння зернисте, червонувато-коричневе, довжиною близько 0.9–1.1 мм.
Переважає самозапилення, квіти відвідують кілька видів комах.

## Поширення
Європа (Білорусь, Росія [європейська частина], Україна, Австрія, Бельгія, Чехословаччина, Німеччина, Угорщина, Польща, Швейцарія, Фінляндія, Ісландія, Норвегія, Швеція, Албанія, Болгарія, колишня Югославія, Греція, Італія, Румунія, Франція, Іспанія). Населяє сонячні кам'янисті місця, сухі чагарники, луки, береги річок, кар'єри, сади, пустирі. Росте на пагорбах, у горах і субальпійських областях, до 2000 м.
В Україні зростає на трав'янистих сухих і піщаних схилах, узліссях, в соснових борах — у лісових районах, головним чином північних і західних, і лісостепу, зрідка.